# キリスト・アリ・ネジャド
マソウメ (キリスト) アリ・ネジャド・コミ （Masoumeh "Masih" Alinejad-Ghomi、 ペルシア語: مسیح علی‌نژاد   、1976年9月11日 - ）は、 イランの ジャーナリスト 、作家、政治活動家。Alinejadは現在、Radio Fardaの特派員であるVOA Persian Serviceのディレクター/プロデューサー。バボル、ゴミコラ生まれ。 

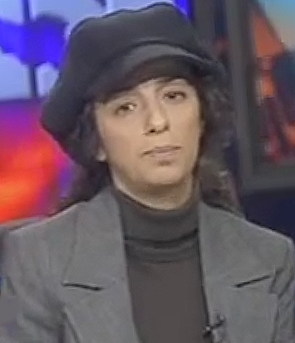
2009年のAlinejad

## トランプ政権との会談

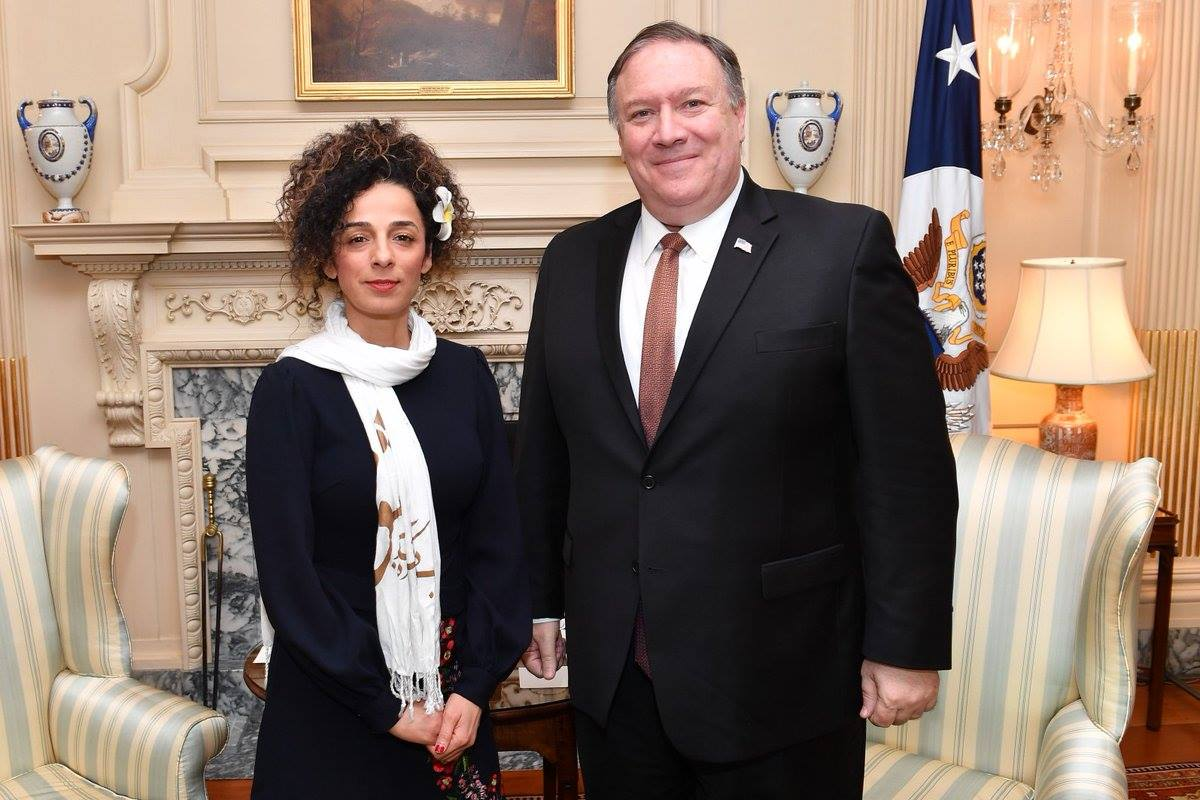
マイク・ポンピオは 「アリジャード氏の勇気に感謝し、これらの問題について発言し、イランの人権を守ることに献身し続けました。」 （2019年2月4日）

## 著書
「The Wind in My Hair」はジャーナリストになり、全国的な抗議を引き起こしたオンラインの動き、イラン北部で小さな村から彼女の旅だちを扱うAlinejadの回顧録。リトル・ブラウン社から 2018年に出版された 。ニューヨークタイムズ紙は、この本は現代のイランの鮮明な肖像を描いており、アリ・ネジャドの人生と執筆の特徴のように思われる素直な正直さで語られていると述べた。イラン革命の内部の仕組みを覗き、その健康と寿命の問題を検討することを可能にする魅力的な物語。 
彼女はペルシャ語で 4冊の本を出版している 
- タハソン -「第6回イラン議会」がストライキを行ったときに生じた政治的混乱/課題を説明
- Taj-e-Khar （ いばらの冠 ）-現在英語に翻訳されている小説。 それはキリストの情熱とローマ人によって彼の頭に置かれたいばらの冠を指す
- 私は自由です -イランのイスラム文化とガイダンス省による禁止のためにドイツで発行されたイランの女性の問題を扱っています。
- Gharar Sabz （ Green Rendezvous ）-2009年以降の大統領選挙詐欺の暴力を扱っています。 本は、イランのイスラム文化とガイダンス省による禁止のためにドイツで出版